# مجلس شيوخ تكساس
مجلس شيوخ تكساس (بالإنجليزية: Texas Senate)‏ هو مجلس شيوخ ولاية تكساس الأمريكية، يقع المقر الرئيسي له في أوستن، تكساس، ويتكون من 31 مقعداً، وهو المجلس الأعلى في كونغرس تكساس.

## طالع أيضًا
- كونغرس تكساس